# Calvario de Paterna
El Calvario de Paterna, también denominado Alcázar de Paterna (en valenciano Calvari o Alcàsser) es un calvario ubicado en Paterna (Valencia, España), en el solar en que se levantaba el antiguo alcázar musulmán y cristiano de la villa. Está emplazado en el punto más elevado del antiguo casco urbano, en una posición estratégica conformada por una terraza con vistas al río Turia, las huertas y las poblaciones cercanas (Manises, Cuart de Poblet, Torrente, etc.). Así, domina visualmente el paso del río sobre la huerta por el sur, y por el norte conectaba con la Torre de Paterna. Está declarado bien de interés cultural.

## Antiguo alcázar

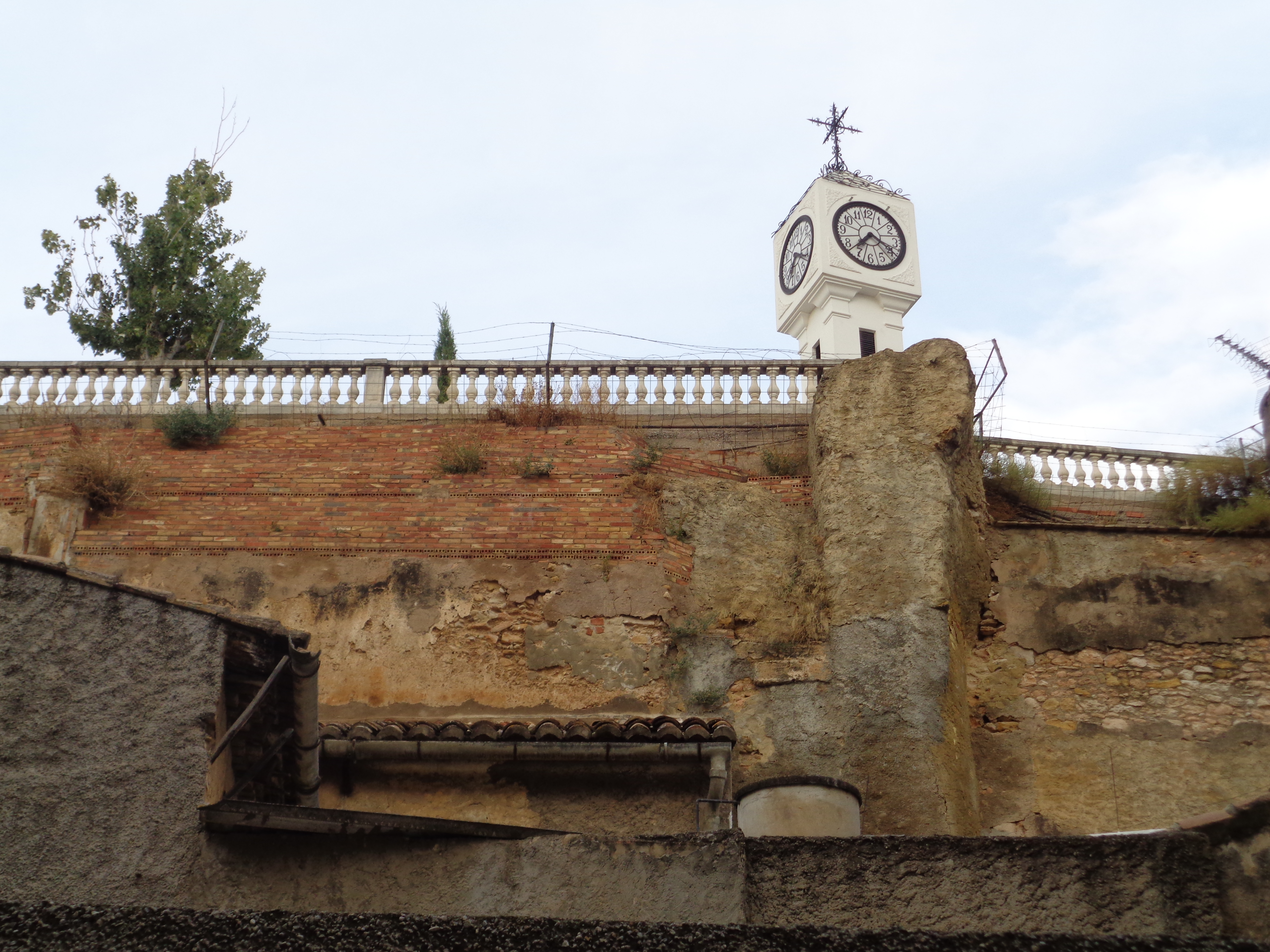
Restos de la muralla del alcázar conservados hacia la calle Ernest Ferrando.

En este solar se levantaba el alcázar o castillo musulmán, que estaba inmediato al núcleo amurallado de la villa de Paterna, aunque fuera de la muralla. Actualmente solo se conservan restos de la vieja muralla y de una de las puertas, así como un túnel construido con bóveda de cañón. Ha quedado constancia en la odonimia con el nombre la «calle del Castell» (‘del Castillo’), que rodea el antiguo solar.
Desde esta calle y desde la adyacente de Ernest Ferrando aún pueden verse lienzos de su estructura, construidos en tapial calicostrado y que sirven de muro trasero a muchas de las casas de dichas dos calles. Si bien hay noticia de diversos pasadizos y cámaras subterráneos, tanto en dirección al río Turia como en dirección al Palacio de los Condes de Villapaterna y la Torre de Paterna, de momento solo se ha localizado una galería cubierta por bóveda de cañón, con dirección norte (hacia el Palacio) y a la que se accede tras un descenso de seis metros mediante escalera y atravesar un arco de herradura, de fábrica de ladrillo. Esta galería fue redescubierta en 1911 por Lo Rat Penat y vuelta a explorar en 1967; una parte está rehabilitada y puede visitarse.
Entre 1983 y 1985 se excavaron tramos de muralla y foso y barbacana en la calle del Castell. El tramo de muralla excavado bajo el número 9 tenía una anchura de 4,20 me y una altura conservada de 11-12 metros; además, estaba presidido por una barbacana que serviría de soporte al muro de contorno de la muralla, de 0,45 m de anchura. El tramo de muralla excavado bajo el número 13 formaba probablemente ángulo con el anterior, pues seguía una línea paralela a la calle Ernest Ferrando; se halló además un foso de 3,5 m de profundidad y la barbacana. Con todo, estos últimos hallazgos no pueden atribuirse estrictamente al alcázar, pues podrían asimismo formar parte del recinto amurallado de la medina musulmana (de momento sin localizar).

## Calvario
El calvario se ubica en el solar cuadrangular del antiguo alcázar, que conforma una explanada con mirador a los lados sur y el oeste. Las estaciones del calvario se distribuyen entre las edificaciones, teniendo los casalicios paneles cerámicos.
En el centro de la plaza se alza una torre-reloj de factura reciente. Se trata de una torre prismática de ladrillo enlucido, de dos cuerpos; el segundo es un cubo con una base mayor que la del prisma que lo sustenta y alberga un reloj de cuatro esferas. Está rematada por un tejadillo a cuatro aguas, coronado por un crucifijo de forja.